# Cameron Cole
Cameron Cole (né le 3 février 1988) est un coureur cycliste néo-zélandais, spécialisé en VTT de descente.

## Biographie
Cameron Cole commence le BMX à l'âge de trois ans, s'entraînant au Waitara BMX Club, et remporte plusieurs titres en Nouvelle-Zélande et en Océanie. Il se classe également sixième des mondiaux de BMX en 2003 dans sa catégorie d'âge.
Il fait ensuite sa carrière dans le VTT et est notamment champion du monde de descente juniors en 2006 et champion d'Océanie de descente en 2010.
En 2011, il se classe onzième du classement général de la Coupe du monde de descente et termine deuxième de la manche de Fort William. En 2014, il arrête sa carrière de sportif.
En 2019, il construit des pistes cyclables pour faire découvrir le vélo aux enfants.

## Palmarès

### Championnats du monde
- Rotorua 2006
  -  Champion du monde de descente juniors

### Coupe du monde
- Coupe du monde de descente
  - 2010 : 11e du classement général[4], un podium à Fort William

### Championnats d'Océanie
- 2010
  -  Champion d'Océanie de descente
- 2014
  -  Médaillé de bronze de la descente

### Championnats de Nouvelle-Zélande
- 2007
  - 2e de la descente
- 2008
  - 2e de la descente
- 2011
  -  Champion de Nouvelle-Zélande de descente[5]